# Powiat wileński (II Rzeczpospolita)
Powiat wileński – powiat województwa wileńskiego Rzeczypospolitej Obojga Narodów, później guberni wileńskiej Imperium Rosyjskiego, następnie Litwy Środkowej, a od 13 kwietnia 1922 roku na obszarze Ziemi Wileńskiej II Rzeczypospolitej z siedzibą w Wilnie. W 1921 roku z powiatu wyłączono miasto Wilno, tworząc osobny powiat miejski.
W 1921 r. bez formalnego aktu prawnego został połączony z powiatem trockim w powiat wileńsko-trocki. Pomimo tego jeszcze w ustawie o objęciu władzy państwowej nad Ziemią Wileńską został wymieniony jako samodzielny powiat obok trockiego
Odpowiada mu częściowo dzisiejszy rejon wileński.

## Demografia
W grudniu 1919 roku powiat wileński okręgu wileńskiego ZCZW zamieszkiwały 313 172 osoby. Na jego terytorium znajdowały się 3799 miejscowości, z których 3 miały ponad 1–5 tys. mieszkańców i jedna powyżej 5 tys. mieszkańców. Było nią Wilno z 128 954 mieszkańcami.

## Oświata
W powiecie wileńskim okręgu wileńskiego ZCZW w roku szkolnym 1919/1920 działało 188 szkół powszechnych, 1 szkoła średnia, 2 szkoły zawodowe i 32 kursy. Ogółem uczyło się w nich 12 950 dzieci i pracowało 236 nauczycieli.

## Starostowie
- Wiktor Niedźwiescki (-1937)[6]